# Кошалак
Кошала́к (каз. Қошалақ) — село у складі Курмангазинського району Атирауської області Казахстану. Входить до складу Єнбекшинського сільського округу.
У радянські часи село називалось Жанажол.
Населення — 152 особи (2021; 329 у 2009, 339 у 1999, 199 у 1989).